# Ogcodes longicolus
Ogcodes longicolus este o specie de muște din genul Ogcodes, familia Acroceridae, descrisă de Evert I. Schlinger în anul 1971. Conform Catalogue of Life specia Ogcodes longicolus nu are subspecii cunoscute.